# Proteïna Tau

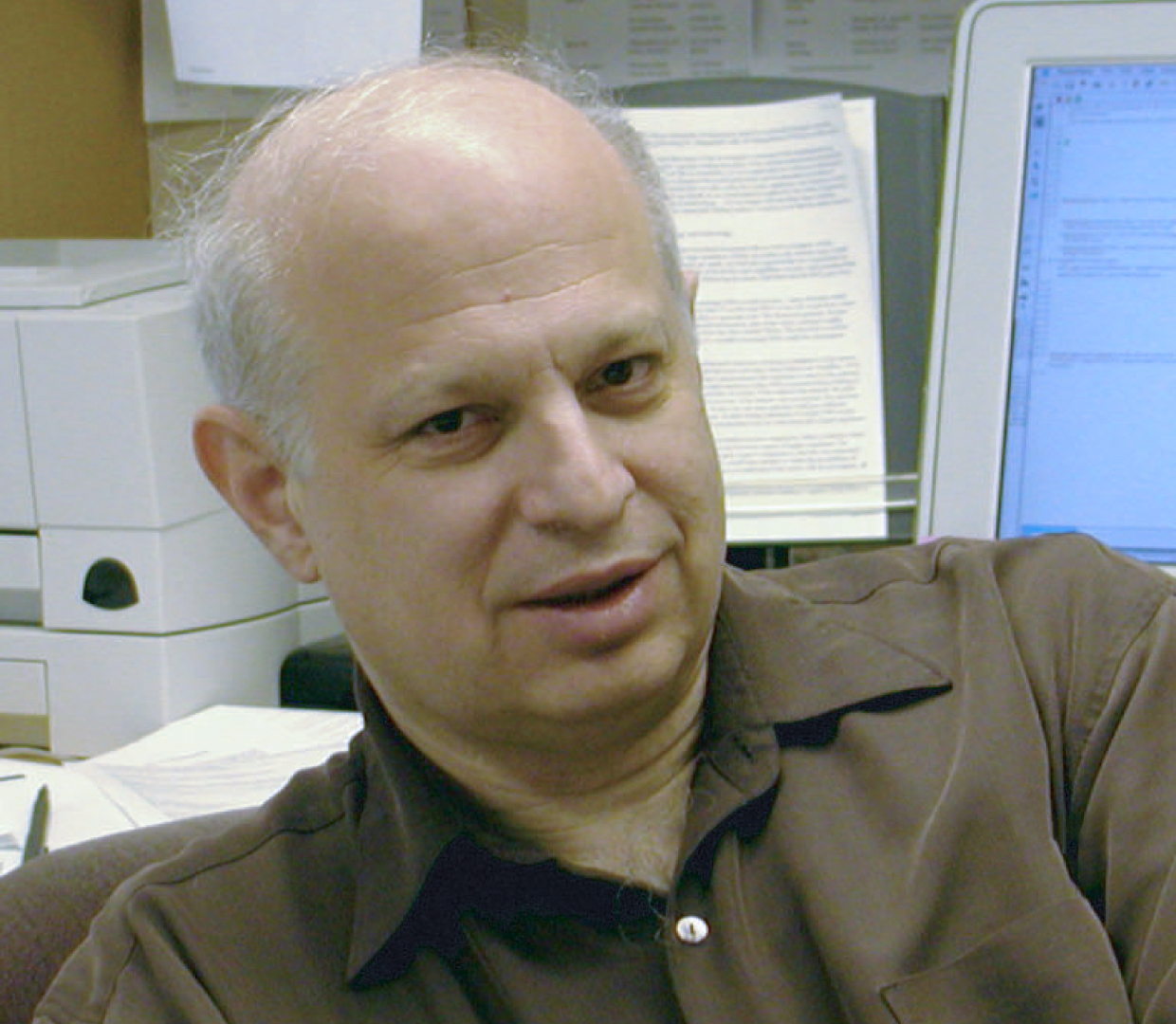
Marc Kirschner

La proteïna Tau té com a funció estabilitzar els microtúbuls presents a les cèl·lules. Aquesta proteïna és abundant al sistema nerviós central, mentre que no és tan freqüent en altres parts de l'organisme. Majoritàriament, s'expressa a les neurones, però també s'han detectat als astròcits i als oligodendròcits. Tau pertany al grup de proteïnes associades a microtúbuls (MAPs) i les seves formes isomèriques són el resultat de l'empalmament alternatiu (en anglès, alternative splicing) d'un sol gen anomenat MAPT (Microtubule Associated Protein Tau). Quan les proteïnes Tau presenten defectes, poden causar patologies i alteracions del sistema nerviós (demències), com l'Alzheimer.
Va ser descoberta l'any 1975 en el laboratori de Marc Kirschner a la Universitat de Princeton.

## Estructura
La proteïna Tau es codificada per un gen localitzat al cromosoma 17q21. Com a resultat de l'empalmament alternatiu, es formen sis formes isomèriques d'aquesta proteïna, tot i que es creu que poden existir més (Tau G). Aquest procés d'empalmament afecta els exons 2 i 3, cadascun dels quals codifica 29 aminoàcids al N-terminal, i l'exó 10, que codifica 31 aminoàcids al C-terminal. L'estructura primària de Tau defineix la seva estructura tridimensional, ja que afecta els dominis, la seva solubilitat en el medi aquós i la seva càrrega.
Tot i que la seqüència original d'aminoàcids de la proteïna és de 758 aminoàcids de longitud, aquest empalmament alternatiu provoca diferències de longitud entre les seves isoformes. La longitud de les sis isoformes presents al sistema nerviós central humà varia entre els 352 i els 441 aminoàcids.
Es tracta d'una proteïna intrínsecament desordenada (IDP). Tot i que s'han detectat algunes estructures secundàries com l'hèlix-α i el full β en certes regions de Tau, en la seva gran part és una proteïna sense estructura definida, és a dir, desordenada. Aquesta caracterísitca li dona flexibilitat i una gran mobilitat, a més de la capacitat de mantenir la seva funció fisiològica després de ser sotmesa a condicions adverses, com poden ser temperatures altes o medis àcids.
Aquesta proteïna s'organitza en quatre dominis diferents. Els dominis de Tau es diferencien segons la interacció de cada regió amb els microtúbuls. Per una banda, el domini d'unió (en anglès, "assembly domain" or binding domain) es troba al C-terminal. Aquest domini de Tau interacciona amb els microtúbuls i promou la seva agrupació. D'altra banda, el domini lliure (en anglès, "projection domain") és la zona de la proteïna que s'allunya del microtúbul i no hi interacciona.
Una de les característiques de Tau és que es tracta d'una proteïna hidròfila. Aproximadament, els 120 aminoàcids del N-terminal són majoritàriament àcids, mentre que els 40 residus més propers al C-terminal són predominantment neutres. L'asimetria de les càrregues de Tau té un paper molt important a l'hora de determinar el seu plegament i la seva interacció amb els microtúbuls. La regió central de la proteïna, que conté des del residu 150 fins al 240, és rica en prolines, com també ho és la regió de més enllà del domini d'unió. Aquesta zona rica en prolina és fonamental per detectar l'estat de les malalties associades a Tau, ja que inclou zones d'anclatge per a anticossos.

## Propietats fisicoquímiques
La Tau és una proteïna de baix pes molecular, molt resistent a la calor i als àcids, fet que la fa molt estable encara que no tingui una estructura determinada. La majoria dels seus aminoàcids són hidròfils i, per tant, la Tau és molt soluble.

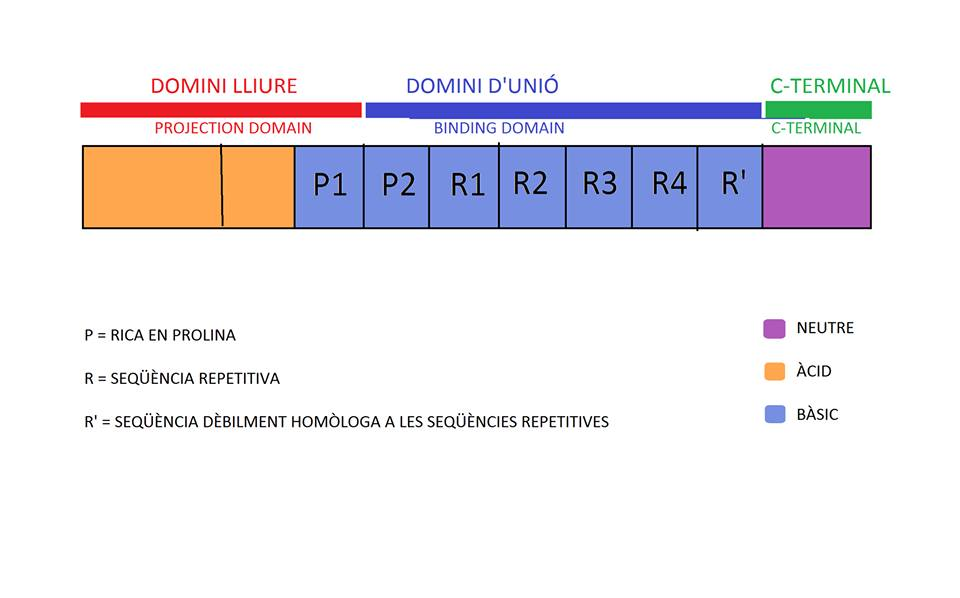
Dominis funcionals Tau

La proteïna Tau pertany a un tipus de proteïnes que no tenen una estructura terciària definida i, per tant, són classificades com IDPs (intrinsically disordered protein). Això li confereix unes propietats especials, ja que pot enllaçar amb multitud de molècules i fer moltes funcions diferents. A més, és altament flexible. El domini central és el que té la flexibilitat més baixa, ja que triga a desfer la unió amb els microtúbuls un temps que es troba en l'escala de nanosegons a microsegons. Els altres dos dominis fluctuen molt més ràpidament. Aquestes interaccions tan curtes expliquen com la Tau es pot difondre amb una constant de difusió d'unes 3 micres quadrades per segon.
La Tau té moltes càrregues disposades en diferents dominis per poder interaccionar amb moltes partícules que es troben al citosol. Més específicament, la Tau té uns quatre dominis diferents d'unió quan es troba en la seva forma més llarga. Els 120 residus a l'extrem N-terminal son majoritàriament acídics i els 40 residus de l'extrem C-terminal són neutres. Per tant, la zona N-terminal o domini de projecció pot interaccionar amb proteïnes com la dinactina (activadora de la dineïna, una proteïna de transport intracel·lular) o les proteïnes associades a la membrana plasmàtica. Per altra banda, els residus 150-243 són molt bàsics i contenen una gran quantitat de prolina (solen denominar-se P1 i P2). El domini amb les seqüències repetitives també és predominantment bàsic. Aquests dominis i les zones riques en prolina són la zona d'unió més important de la proteïna. Aquí s'hi uneixen els microtúbuls, les xaperones, la ubiquitina, la calmodulina, les bicapes lipídiques, l'ARNm, l'ARNt, l'ARNr, i moltes altres proteïnes. A més, les zones amb motius de PXXP dins els dominis rics en prolina també es poden unir a proteïnes que contenen SH3, com, per exemple, algunes tirosina cinases Fyn, Scr o Lck.

## Funció de la Tau

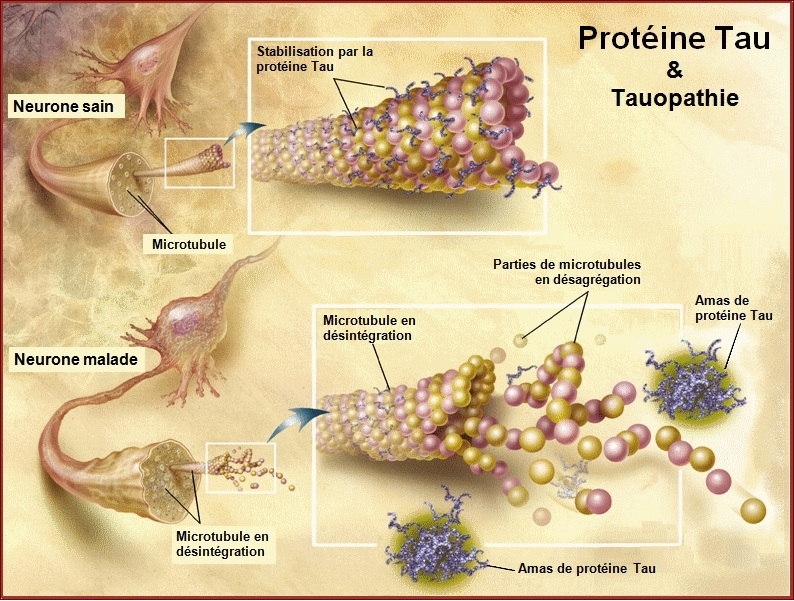
Acció de Tau sobre els microtúbuls. Es pot veure la diferència de funcionament de les Tau en una neurona sana i una de malalta.

La funció principal de la proteïna Tau la caracteritza com una proteïna de la família de les MAP (microtubule-associated proteins): s'uneix a la superfície dels microtúbuls per estabilitzar-los i promoure el seu assemblatge a partir de les subunitats de tubulina. Per estudiar la seva afinitat per unir-se als microtúbuls, es van fer diversos estudis on es van utilitzar concentracions de Tau petites, com ara 1 micromolar. Els resultats d'aquests estudis semblen indicar que aproximadament un 10% de la concentració inicial acaba formant una unió amb els microtúbuls.
Altres funcions de la Tau inclouen la protecció i regulació de les puntes dels microtúbuls, ja que aquestes tenen una tendència innata a créixer o disminuir en llargada de forma espontània. També assegura que hi hagi una distància mínima entre microtúbuls successius i amb altres components cel·lulars. A més, la Tau també funciona com un inhibidor competitiu, ja que competeix amb les proteïnes motores dependents de microtúbuls (usades pel transport axonal). Això és possible perquè ocupa els mateixos llocs d'unió als microtúbuls que aquestes proteïnes.
D'altra banda, com la Tau és una IDP (intrinsically disordered protein), té la capacitat de presentar diverses conformacions quan interacciona amb altres molècules que no són microtúbuls. Per tant, la Tau pot enllaçar-se amb la membrana plasmàtica o actuar sobre els filaments d'actina. A més, també es creu que pot regular les cascades de reaccions que controlen el creixement de les neurites. Fins i tot s'especula que la interacció de la Tau amb factors de creixement pot ser la raó per la qual cèl·lules canceroses resistents a la quimioteràpia tenen una elevada presència de la Tau.
Hi ha encara una altra funció de Tau que és molt important: dins les neurones, és capaç d'unir-se a l'ADN per protegir-lo de calor excessiva i estrès oxidatiu.
Per veure la importància d'aquesta proteïna a l'organisme, s'han fet uns quatre estudis en ratolins “knock-out” (no tenen la proteïna present en el seu organisme) i ha resultat que la longevitat dels ratolins no canviava, que solament es veien petits canvis en l'organització microtubular dels axons i que hi havia alguns problemes en les funcions motora, de l'aprenentatge i de la memòria. Per tant, se sospita que altres MAPs poden fer les funcions de la Tau en la seva absència.
De forma oposada, s'ha vist que si durant el desenvolupament de les neurones, es bloqueja l'expressió de la Tau mitjançant oligonucleòtids antiparal·lels al ARNm de la Tau, aquestes neurones no poden formar les extensions típiques que caracteritzen els axons. Per tant, també es pensa que la Tau és important a l'hora d'establir la polaritat neuronal durant el desenvolupament. En aquest cas, l'organisme no reacciona com els ratolins knock-out perquè ha crescut amb la proteïna funcional i mai no ha necessitat que altres MAPs fessin les seves funcions.

## Proteïnes associades a microtúbuls (MAP)
Les MAP són un tipus de proteïnes intracel·lulars essencials pel transport d'orgànuls i el moviment dels cromosomes. La major part d'aquestes proteïnes es troben en formes fosforilades i desfosforilades, regulant així la seva adhesió als microtúbuls i, d'aquesta manera, determinant la seva funció. També col·laboren en l'assemblatge de dímers per a la formació de microtúbuls, i realitzen la funció d'estabilització i comunicació amb altres microtúbuls adjacents.
Hi ha diferents classificacions de les MAP, les més importants són:
Atenent al seu pes molecular, les podem dividir en proteïnes de baix pes molecular, d'uns 55-62 KDa, i proteïnes d'alt pes molecular, d'uns 200-1000 KDa.
- Proteïnes de baix pes molecular: són les proteïnes τ (Tau). Aquestes proteïnes recobreixen els microtúbuls i estableixen unions amb els microtúbuls adjacents.
- Proteïnes d'alt pes molecular. Se'n coneixen quatre: La MAP-1, MAP-2, MAP-3, MAP-4. Les MAP-1 tenen funcions de transport retrògrad de vesícules. Existeixen tres tipus diferents: A, B i C. Les MAP-2 presenten funcions d'associació amb altres filaments, i són molt presents en les dendrites i els cossos neuronals. Les MAP-4 estabilitzen els microtúbuls.

Atenent a la seva funció, podem dividir les MAP en proteïnes estructurals, com les proteïnes Tau; proteïnes casquet, com les MAP-2 i MAP-4; i proteïnes motores, com la cinesina i la dineïna.

## Generació d'isoformes Tau i modificacions postraduccionals
Tau forma part d'una família de proteïnes associades a microtúbuls (MAPs), que s'expressa principalment en neurones. La clonació i seqüenciació del gen que expressa la proteïna Tau forma sis isòmeres diferents. Aquestes isoformes de la proteïna Tau poden ser generades per tall alternatiu d'un sol gen localitzat en el cromosoma 17, en la posició q21. L'ARNm que origina el gen dona lloc a 6 isoformes diferents, que es diferencien per la presència o absència dels exons 2, 3 i 10.
Com la majoria de proteïnes associades a microtúbuls, les funcions de Tau estan regulades per modificacions postraduccionals, en gran manera per la modificació en fosforilació/desfosforilació, encara que també pateix altres modificacions postraduccionals i estructurals que modifiquen les seves funcions substancialment. Entre les modificacions postraduccionals trobem la glicosilació, poliamicació, la nitració, la ubiquitinació i la truncació en Glu391 i Ser421. A més, la proteïna Tau depèn del seu nombre de dominis d'unió a tubulina.
Entre les funcions d'aquestes modificacions trobem que la N-glicosilació promou la fosforilació anormal de Tau, produint així formes aberrants d'aquesta. La O-glicosilació sembla modificar la dinàmica de fosforilació de la proteïna en els seus aminoàcids serina i treonina. També pot estar poliubiquitinitzada o monoubiquitinitzada.
Certes investigacions han evidenciat la fosforilació i la glicosilació de Tau com a successos primerencs en les malalties (tauopaties), en contrast amb la glicació i la ubiquitinació.

## Fosforilació
Tau és una proteïna que pateix fosforilacions habitualment en la seva forma nativa funcional. El contingut de grups fosfat arriba als tres mols de fosfat per cada mol de Tau. No obstant això, a vegades es troba en forma hiperfosforilada, arribant als deu mols de fosfat per cada mol de Tau. Aquesta fosforilació anormal precedeix l'aparició de cabdells de filaments, que causen certes tauopaties. La hiperfosforilació de la proteïna està relacionada amb l'aparició de molts llocs d'unió en Tau pel fosfat.
Certes investigacions han descrit almenys 30 llocs d'unió anormals nous per al fosfat, els quals són majoritàriament llocs d'unió pels aminoàcids serina i treonina. D'aquests, el 50% segueixen un doblet de serina-prolina o treonina-prolina, que són llocs d'unió catalitzats per cinases dependents de prolina. L'altra 50% dels llocs fosforilats anormalment són llocs d'unió catalitzats per cinases no dependents de prolina.
El 1998 es va demostrar que Tau podia ser fosforilada també en tirosina, estant aquesta forma present en els cabdells neurofibril·lars de la malaltia d'Alzheimer. Per tant, més d'una cinasa ha d'estar involucrada en la fosforilació anormal de Tau.
Les cinases capaces de fosforilar Tau són GSK-3, cdk5, proteincinasa A (PKA), CaM-cinasa II, proteincinasa C, cinasa activada per mitògens i cinasa dependent de ciclines 2.
La hiperfosforilació de Tau està produïda per una cascada d'activació de les cinases, de manera que certes cinases, al fosforilar la proteïna, activen altres ciases, provocant així la hiperfosforilació. Certes investigacions in vitro exposen com la fosforilació amb cdk5 estimula la fosforilació amb GSK-3β. També, l'activació de PKA predisposa a Tau a ser fosforilada per GSK-3β. Aquesta fosforilació produeix una disminució en l'afinitat amb els microtúbuls i en certs llocs, com la serina 214, la treonina 231, la serina 235 i la serina 262, el grup fosfat impedeix la unió de la proteïna Tau amb aquests.
A més de les cinases, l'estat de fosforilació també és regulat per fosfatases. Les fosfatases són enzims que catalitzen reaccions d'eliminació de grups fosfat (desfosforilació). Les fosfatases relacionades amb la proteïna Tau són la PP1, PP2A, PP2B i PP5.
S'ha observat que l'activitat de PP2A està reduïda en cervells de pacients amb Alzheimer. Per tant, Tau hiperfosforilada en la EA i altres tautopatíes podria causar una deficiència en l'activitat de fosfatases, que al seu torn, genera una trànsit d'activació de cinases, ja que PP2A regula l'activitat de diverses cinases, entre elles Cam-cinasa II, PKA i ERK ½. Cal destacar que les mutacions de Tau són totes dominants, cosa que suggereix que l'efecte de les mutacions resulta en el guany d'una funció beneficiosa per la proteïna però tòxica per a la cèl·lula.
En el cervell humà, les fosfatases més abundants són PP2A i PP1. La PP2A interacciona amb Tau, i la seva inhibició condueix a la generació de la seva forma hiperfosforilada, la disrupció de microtúbuls, la modificació de l'estructura sinàptica i la neurodegeneració.

## Mutacions de Tau
El gen que expressa la proteïna Tau pot experimentar fins a tres tipus de mutacions diferents: les mutacions puntuals, les mutacions intròniques i una deleció. Les mutacions puntuals determinen canvis d'un aminoàcid en l'estructura primària (la seqüència d'aminoàcids) de la proteïna Tau. Aquest tipus de mutacions modifiquen la capacitat que presenta la proteïna per acoblar-se als microtúbuls. Les mutacions puntuals, en presència de polianions, promouen l'auto-assemblatge, formant filaments. En canvi, les mutacions intròniques modifiquen Tau de tal manera que aquesta presenta quatre llocs repetits d'unió als microtúbuls (4Rtau), expressant així diferents isoformes.

## Patologies relacionades
La proteïna Tau està relacionada amb el manteniment de l'estabilitat del citoesquelet de les cèl·lules. Les patologies relacionades (anomenades tauopaties) són causades per múltiples causes que van des de les mutacions en els seus gens, la seva conformació aberrant, l'increment en l'activitat de fosforilació de cinases i l'escassa activitat o absència dels enzims fosfatases, que impossibilita la desfosforilació de Tau.
La causa principal de malaltia és la presència de cabdells neurofibril·lars (neurofibrillar tangles, en anglès - NFTs) a les neurones, relacionada amb les formes hiperfosforilades de Tau, que impedeixen el funcionament correcte d'aquestes. La més important és l'Alzheimer, però també està involucrada en la patogènesi de certes malalties neurodegeneratives, com la malaltia de Creutzfeldt-Jakob. Aquests cabdells també es troben en pacients amb paràlisi supranuclear.
S'ha trobat també una relació dels cabdells en la demència frontotemporal i parkinsoniana, però, en aquest cas, la modificació és causada per diverses mutacions dominants al gen MAPT, del cromosoma 17.
Un altre cas és el de la malaltia de Pick, en la qual hi ha una acumulació de Tau, però no en forma de cabdells neurofibril·lars, sinó cossos d'inclusió (anomenats cossos de Pick). Com la demència frontotemporal, també té un component genètic important. En aquesta, només intervenen les isoformes 3R i 4R. Aquesta malaltia es caracteritza per un procés de pèrdua de la personalitat, seguit per una pèrdua progressiva de la memòria.

## Relació de Tau amb l'Alzheimer
La malaltia d'Alzheimer és la causa més freqüent de demència, i és una malaltia degenerativa i terminal. Actualment, se sap que aquesta malaltia és histiopatològicament caracteritzada per dos tipus de lesions. La primera és una acumulació de plaques formades per agregats de proteïna β amiloide (Aβ), i la segona un seguit de cabdells neurofibril·lars a l'interior de les cèl·lules nervioses format per una massiva aglomeració de proteïnes Tau en estat hiperfosforilat.
Mitjançant diversos estudis, s'ha demostrat que hi ha una gran correlació entre el progrés de la malaltia i la quantitat i situació dels cabdells neurofibril·lars i, per tant, s'ha definit la relació entre els agregats de proteïnes Tau i l'Alzheimer. Aquests, a més, també són presents en altres malalties neurodegeneratives com la paràlisi supranuclear progressiva, o la demència acompanyada de parkinsonisme.
Generalment, les Tau es troben en una de les seves sis isoformes, i relacionades directament amb els microtúbuls de l'estructura de l'interior de les neurones. Amb el pas del temps, es produeix una anormal hiperfosforilació de les Tau, causada per un desequilibri entre la regulació de les fosfatases i les cinases, sovint per una sobreexpressió d'alguna de les cinases. Si s'observa Tau en un malalt amb Alzheimer, es pot veure que, en aquest, la quantitat de fosfat unit a Tau incrementa fins a deu mols de fosfat per mol de Tau (respecte als tres mols de fosfat en estat normal).
Les Tau hiperfosforilades s'agrupen formant acumulacions de filaments helicoïdals aparellats, amb unes característiques molt diferents als microtúbuls normals. Com a conseqüència, hi ha una alteració de l'estructura dels microtúbuls, que, juntament amb l'aglomeració de les Tau, provoca un bloqueig del transport de substàncies en els axons de les neurones, acabant finalment amb la mort d'aquestes.
A més, aquests agregats de proteïnes Tau indueixen a la hiperfosforilació de Tau en la forma normal, causant així un progrés de la malaltia per la mateixa presència d'aquests agregats tòxics.
D'altra banda, s'ha observat que l'activitat d'una de les fosfatases, PP2A, està reduïda en cervells de pacients amb Alzheimer. Per tant, la forma Tau hiperfosforilada en la malaltia d'Alzheimer i altres tauopaties podria causar una deficiència en l'activitat de fosfatases, que al seu torn, genera una trànsit d'activació de cinases (PP2A regula, a més, l'activitat de diverses cinases, entre elles Cam-cinasa II, PKA i ERK ½), que afavoreixen altra vegada la hiperfosforilació.

## Solucions contra les tauopaties
Les tauopaties són causades per l'acumulació errònia de cabdells neurofibril·lars. Per reduir la presència d'aquests, s'està fent recerca en dues línies d'investigació.
- Fàrmacs reductors dels nivells de Tau: Una possible solució és l'ús de fàrmacs que redueixen els nivells de proteïnes Tau, reduint el progrés de la malaltia. No obstant això, no se sap quines conseqüències podria tenir la reducció de Tau en estat normal, així que s'està fent un lent progrés a la investigació començant pels efectes de petites reduccions dels nivells de Tau, donant, almenys en ratolins, efectes prometedors, ja que, com s'ha indicat anteriorment, es creu que hi ha altres proteïnes que fan la funció de Tau quan hi ha manca d'aquesta.
- Inhibició de la hiperfosforilació: D'altra banda, s'està estudiant l'opció d'inhibir la hiperfosforilació de les Tau. La principal forma de fer-ho és mitjançant la inhibició de les cinases encarregades de la fosforilació de les proteïnes tau. N'és un exemple la glicogen sintasa cinasa 3 (GSK-3), que fosforila Tau en diversos llocs. Una desregulació de la GSK-3 provoca la hiperfosforilació, i s'ha trobat una hiperactivitat d'aquest enzim en malalts d'Alzheimer i altres tauopaties. A més, GSK-3 s'ha trobat també implicada en la formació de plaques de β amiloide. Així doncs, la recerca d'inhibidors de la fosforilació de Tau, concretament de GSK-3 sembla una gran opció pel tractament de les malalties.